# الاحتجاجات الإيرانية 20 يونيو 1981
كانت الاحتجاجات الإيرانية في 20 يونيو 1981، والمعروفة أيضًا باسم احتجاجات 30 خورداد احتجاجًا مناهضًا للجمهورية الإسلامية نظمه مجاهدو الشعب الإيراني في 20 يونيو 1981 في مدن إيرانية مختلفة ردًا على عزل الرئيس أبو الحسن بني صدر.

## الخلفية
قبل أيام قليلة من الاحتجاج، أمر أسد الله لاجوردي باعتقال مسعود رجوي وموسى خياباني؛ لكن قوات الأمن لم تتمكن من تحديد مكانهما.

## الأحداث
في 20 يونيو 1981 شوهدت احتجاجات في طهران وأصفهان وأرومية وشيراز وأراك والأهواز وبندر عباس. تركزت الاحتجاجات في طهران في وسط المدينة وحول مناطق مثل شارع انقلاب وساحة الفردوسي وساحة المنيرية وشارع طالقاني وشارع ولي العصر. ردت الحكومة بسرعة، حيث قتلت ما لا يقل عن 16 واعتقل 1000 بالقرب من جامعة طهران. بأوامر من الخميني، أُعلنت عبر الإذاعة، قُتل العشرات واعتُقل الآلاف، وأُعدم بعضهم في تلك الليلة دون محاكمة أو حتى معرفة أسمائهم. وعقب القمع الدموي للمظاهرات من قِبَل الحكومة، اعتبرت منظمة مجاهدي خلق الإيرانية أي إصلاح حكومي مستحيلاً، وأعلنت في ذلك اليوم نهاية النضال السلمي.